# Museo Monográfico de Conímbriga

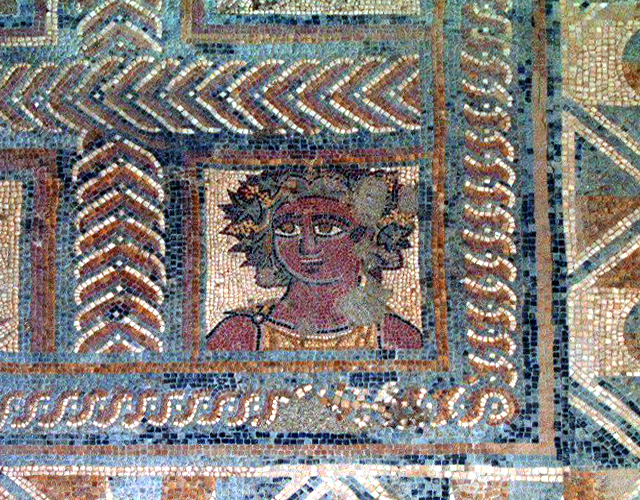
Mosaicos de Conímbriga

El Museo Monográfico de Conímbriga es el museo que custodia las ruinas de la ciudad de Conímbriga, las cuales se encuentran cerca de la población Condeixa-a-Nova  y a 16 km de la ciudad de Coímbra. El museo fue abierto en 1962, aunque las ruinas ya habían sido declaradas sitio arqueológico y Monumento Nacional en 1910. Está bajo jurisdicción del Instituto de los Museos y de la Conservación.